# Ofir Davidzada
Ofir Davidzada (in ebraico אופיר דוידזאדה‎?; 5 maggio 1991) è un calciatore israeliano, difensore del Maccabi Tel Aviv.

## Carriera

### Club

#### Hapoel Be'er Sheva
Davidzada ha esordito nella Ligat ha'Al con la maglia dello Hapoel Be'er Sheva: il 6 febbraio 2010, infatti, è stato schierato titolare nella sconfitta per 4-1 in casa del Maccabi Haifa. Il 24 marzo 2012 è arrivata la prima rete nella massima divisione israeliana, in un'altra sfida contro il Maccabi Haifa, stavolta persa per 2-1.

### Nazionale
Davidzada è stato convocato nella Nazionale israeliana Under-21 dal commissario tecnico Guy Luzon, in vista del campionato europeo di categoria 2013.
Ha esordito in nazionale maggiore il 7 settembre 2013 in Israele-Azerbaigian (1-1) valida per le qualificazioni ai Mondiali 2014.

## Palmarès

### Club

#### Competizioni nazionali
- Campionato israeliano: 4

Hapoel Be'er Sheva: 2015-2016
Maccabi Tel Aviv: 2018-2019, 2019-2020, 2023-2024
- Coppa di Lega israeliana: 2

Maccabi Tel Aviv: 2018-2019, 2020-2021
- Supercoppa d'Israele: 3

Maccabi Tel Aviv: 2019, 2020, 2024
- Coppa d'Israele: 1

Maccabi Tel Aviv: 2020-2021